# Philippe Jules Mancini
Philippe Jules Mancini, född 1641, död 1707, var en fransk aristokrat.
Han var son till den italienska baronen Lorenzo Mancini och Girolama Mazzarini och brorson till kardinal Mazarin. Han var den enda bror som blev vuxen till de berömda Mazarin-systrarna Laure, Olympe, Marie, Hortense och Marie-Anne. Syskonen fördes som barn till det franska hovet tack vare sin morbrors inflytande, och växte upp i kretsen av den franska kungafamiljen.  
Kardinalen och änkedrottning Anna av Österrike önskade båda att den unge kung Ludvig XIV:s yngre bror Filip I av Orléans skulle göras politiskt ofarlig för sin äldre bror, och Philippe Jules Mancini fick uppgiften att bli hans vän och förtrogna och kontrollera hans beteende; han uppmuntrades att göra prinsen intresserad av nöjen och ingenting annat och bland annat att förföra honom, då homosexualitet i dåtida ögon skulle oskadliggöra denne politiskt.
Philippe Jules var en ledande gestalt i det franska hovlivet och nämns ofta i samtida memoarer. Han blev till namnet medlem av musketörerna 1657 även om han i verkligheten sällan tjänstgjorde, och fick av morbrodern titeln hertig de Nevers, en titel Parisparlamentet vägrade godkänna men som han oavsett använde och blev känd under.
Han gifte sig 1670 med Madame de Montespans systerdotter Diane-Gabrielle de Damas de Thianges, med vilken han fick fyra barn. 